# Райко, Олег Михайлович
Олег Михайлович Райко (род. 8 июня 1945, Сучан, Приморский край) — советский легкоатлет, специалист по бегу на средние дистанции. Выступал за сборную СССР по лёгкой атлетике в 1964—1972 годах, чемпион Европейских легкоатлетических игр, многократный победитель и призёр первенств всесоюзного значения, участник летних Олимпийских игр в Мехико. Представлял Ленинград и Вооружённые Силы. Мастер спорта СССР международного класса.

## Биография
Олег Райко родился 8 июня 1945 года в городе Партизанске (в то время Сучан) Приморского края.
Серьёзно заниматься лёгкой атлетикой начал в 1962 году, проходил подготовку в Ленинграде, где окончил Государственный институт физической культуры имени П. Ф. Лесгафта. Был подопечным заслуженного тренера СССР Ивана Семёновича Пожидаева. Выступал за Вооружённые Силы.
Впервые заявил о себе на международном уровне в сезоне 1964 года, когда вошёл в состав советской сборной и выступил на Европейских юниорских легкоатлетических играх в Варшаве, где стал серебряным призёром в беге на 800 и 1500 метров.
В 1965 году принимал участие в матчевой встрече со сборной США в Киеве, на чемпионате СССР в Алма-Ате превзошёл всех соперников в дисциплине 1500 метров и завоевал золотую медаль.
В 1966 году на Европейских легкоатлетических играх в помещении в Дортмунде получил серебро на дистанции 1500 метров серебро. На соревнованиях в Лондоне совместно с Александром Устьянцевым, Ремиром Митрофановым и Вадимом Михайловым установил мировой рекорд в эстафете 4 × 800 метров (4 × 880 ярдов) — 7:16.0.
В 1967 году в 1500-метровой дисциплине победил на чемпионате страны в рамках IV летней Спартакиады народов СССР в Москве, стал третьим на Кубке Европы в Киеве.
На Европейских легкоатлетических играх 1968 года в Мадриде вместе с соотечественниками Михаилом Желобовским и Анатолием Верланом одержал победу в эстафете 3 × 1000 метров. Благодаря череде удачных выступлений удостоился права защищать честь страны на летних Олимпийских играх в Мехико — в программе бега на 1500 метров сумел дойти до стадии полуфиналов.
В 1969 году в беге на 1500 метров взял бронзу на чемпионате СССР в Киеве.
В 1971 году в дисциплине 8 км победил на чемпионате СССР по кроссу в Ессентуках.
В 1972 году выиграл 1500 метров на зимнем чемпионате СССР в Москве.
За выдающиеся спортивные достижения удостоен почётного звания «Мастер спорта СССР международного класса».
Впоследствии занимался тренерской деятельностью, в течение многих лет преподавал в Ленинградском высшем зенитном ракетном командном училище.